# Rivière Bazin
Der Rivière Bazin ist ein linker Nebenfluss des Rivière Gatineau in der kanadischen Provinz Québec.

## Flusslauf
Der Rivière Bazin hat seinen Ursprung im See Lac de l’Ours Blanc 15 km nördlich von Parent. Er fließt nördlich an Parent vorbei. Dabei mündet der Rivière Dandurand von links in den Fluss. Der Rivière Bazin setzt seinen Lauf durch die Laurentinischen Berge nach Südwesten fort. Der Rivière aux Bleuets mündet von rechts in den Fluss. Schließlich trifft der Rivière Bazin auf den Rivière Gatineau. Der Fluss hat eine Länge von 124 km. Er entwässert ein Areal von 2719 km². Der mittlere Abfluss beträgt 45 m³/s. 
Der Rivière Bazin ist ein beliebtes Ziel für 5- bis 7-tägige Kanutouren.  